# Brigid Brophy
Brigid Antonia Brophy, Lady Levey (12 de junho de 1929 - 7 de agosto de 1995) foi uma escritora inglesa.
No  Dictionary of Literary Biography: British Novelists since 1960, S.J. Newman descreveu-a como "um dos mais estranhos, mais brilhantes, e mais duradouros sintomas dos anos de 1960."

## Vida e Obra
Brophy nasceu em Londres, e frequentou The Abbey School, Reading, entre Maio de 1941 e Julho de 1943. Em seguida, frequentou a St Paul's Girls' School, em Londres, antes de entrar para a Universidade de Oxford por um ano.
Em 1953 publicou The Crown Princess and Other Stories, e a partir daí veio a produzir uma variada e extensa obra que se expandiu em genros tão diversos como o ensaio, a biografia, o teatro e a novela. 
Ela foi um pacifista e feminista que expressou opiniões controversas sobre o casamento, a Guerra do Vietnã, a educação religiosa nas escolas, sexo e pornografia. Brigid Brophy foi uma militante vocal pelos direitos dos animais e o vegetarianismo.
Segundo o psicólogo britânico Richard D. Ryder, os filósofos modernos começaram a dar mais atenção à base moral para a libertação animal desde a publicação do seu artigo The Rights of Animals no Sunday Times, em 1965.
Brophy casou com o historiador de arte Sir Michael Levey em 1954. 
Ela foi diagnosticada com esclerose múltipla em 1983.

## Obras

### Ficção
- The Crown Princess and Other Stories, Viking (New York, NY), 1953.

- Hackenfeller's Ape, Hart-Davis (London), 1953, Random House (New York, NY), 1954, Virago Press (London), 1991.

- The King of a Rainy Country, Secker & Warburg (London), 1956, Knopf (New York, NY), 1957, reprinted with afterword, Virago Press, 1990.

- Flesh, Secker & Warburg, 1962, World (Cleveland, OH), 1963.

- The Finishing Touch (also see below), Secker & Warburg, 1963, revised edition, GMP (London), 1987.

- The Snow Ball (also see below), Secker & Warburg, 1964.

- The Finishing Touch [and] The Snow Ball, World, 1964.

- The Burglar (teatro), Holt (New York, NY), 1968.

- In Transit: An Heroicycle Novel, Macdonald & Co. (London), 1969, Putnam (New York, NY), 1970, Dalkey Archive Press, (Chicago, IL), 2002.

- The Adventures of God in His Search for the Black Girl: A Novel and Some Fables, Macmillan Publishers, (London), 1973, Little, Brown and Company (Boston), 1974.

- Pussy Owl: Superbeast (para crianças), illustrated by Hilary Hayton, BBC Publications (London), 1976.

- Palace without Chairs: A Baroque Novel, Atheneum (New York, NY), 1978.

### Não ficção
- Black Ship to Hell, Harcourt (New York, NY), 1962.

- Mozart the Dramatist: A New View of Mozart, His Operas and His Age, Harcourt, 1964, revised edition, Da Capo (New York, NY), 1990.

- Don't Never Forget: Collected Views and Reviews, Jonathan Cape, (London), 1966, Holt, 1967.

- (With husband, Michael Levey, and Charles Osborne) Fifty Works of English and American Literature We Could Do Without, Rapp & Carroll (London), 1967, Stein & Day (New York, NY), 1968.

- Religious Education in State Schools, Fabian Society, (London), 1967.

- Black and White: A Portrait of Aubrey Beardsley, Jonathan Cape, 1968, Stein & Day, 1969.

- The Rights of Animals, Animal Defence and Anti-Vivisection Society (London), 1969.

- The Longford Threat to Freedom, National Secular Society (London), 1972.

- Prancing Novelist: A Defence of Fiction in the Form of a Critical Biography in Praise of Ronald Firbank, Barnes & Noble (New York, NY), 1973.

- Beardsley and His World, Harmony Books (New York, NY), 1976.

- The Prince and the Wild Geese, ilustrações de Gregoire Gagarin, Hamish Hamilton (London), 1982, St. Martin's (New York, NY), 1983.

- A Guide to Public Lending Right, Gower (Hampshire, England), 1983.

- Baroque 'n' Roll and Other Essays, David & Charles (North Pomfret, VT), 1987.

- Reads: A Collection of Essays, Cardinal (London), 1989.

### Contribuições
- Best Short Plays of the World Theatre, 1958-1967, Crown (New York, NY), 1968

- Animals, Men and Morals, editado por Godlovitch e J. Harris, Victor Gollancz Ltd, (London), 1971

- The Genius of Shaw, editado por Michael Holroyd, Hodder & Stoughton (London), 1979

- Animal Rights: A Symposium, editado por D. Paterson e R. D. Ryder, Centaur Press (West Sussex, England), 1979

- Shakespeare Stories, editado por Giles Gordon, Hamish Hamilton, 1982.